# Concana lepida
Concana lepida är en fjärilsart som beskrevs av William Schaus 1911. Concana lepida ingår i släktet Concana och familjen nattflyn. Inga underarter finns listade i Catalogue of Life.